# Youssef Ziedan
Youssef Ziedan (in arabo يوسف زيدان‎?; Sohag, 30 giugno 1958) è uno scrittore e islamista egiziano.

## Biografia
Nato nel 1958 a Sohag, da bambino si è trasferito con la famiglia ad Alessandria d'Egitto, si è laureato in filosofia con lode all'Università d'Alessandria e nel 1989 ha conseguito un dottorato di ricerca in filosofia islamica.
Direttore del Centro Manoscritti e Museo affiliati alla Bibliotheca Alexandrina, insegna filosofia islamica ed è autore di rinomati saggi e romanzi.
Nel 2009 ha vinto la seconda edizione dell'International Prize for Arabic Fiction grazie al romanzo Azazel.

## Opere principali

### Romanzi
- Ẓīl al-afʿā (2006)
- Azazel (Azāzīl, 2009), Vicenza, Neri Pozza, 2010 traduzione di Lorenzo Declich e Daniele Mascitelli ISBN 978-88-545-0398-4.
- Nabateo lo Scriba (al- Nabati, 2010), Vicenza, Neri Pozza, 2011 traduzione di Daniele Mascitelli ISBN 978-88-545-0550-6.
- Sette luoghi (Mihal, 2012), Vicenza, Neri Pozza, 2011 traduzione di Daniele Mascitelli e Lorenzo Declich ISBN 978-88-545-0715-9.
- Guantanamo (Ğuwwantanāmū, 2014), Vicenza, Neri Pozza, 2018 traduzione di Daniele Mascitelli e Lorenzo Declich ISBN 978-88-545-1686-1.
- Nūr (2016)
- Nel castello di Fardaqan (Fardaqān, 2019), Vicenza, Neri Pozza, 2020 traduzione di Daniele Mascitelli ISBN 978-88-545-1958-9.

### Raccolte di racconti
- ẖal wa tirẖāl (2014)
- Ahl ul-ẖayy (2017)

### Saggi
- i`ādat iktishāf ibn an-nafīs (2008)
- al-lāhūt al-`araby wa uṣūl ul-`unf ud-dīnī (2009)

## Premi e riconoscimenti
- International Prize for Arabic Fiction: 2009 vincitore con Azazel